# جاك إيجرتون
جاك إيجرتون (بالإنجليزية: Jack Egerton)‏ هو نقابي أسترالي، ولد في 11 مارس 1918، وتوفي في 21 ديسمبر 1998.